# Rue de la Province
La rue de la Province est une rue du quartier d'Outremeuse à Liège en Belgique (région wallonne).

## Histoire
La rue est percée en 1887 au lieu-dit des Prés Saint-Denis (parties nord et est d'Outremeuse).

## Description
Cette voie plate et rectiligne mesurant environ 147 m est l'une des sept voiries partant de la place du Congrès. Elle relie cette place circulaire au boulevard de la Constitution. Elle applique un sens unique de circulation automobile dans le sens Constitution-Congrès.

## Architecture
À l'exception de l'immeuble moderne à 6 étages situé aux nos 22/24, la rue possède un bâti assez homogène constitué d'une quarantaine d'immeubles en brique de deux ou trois étages érigés pour la plupart à la fin du XIXe siècle et au début du XXe siècle. 
Parmi ceux-ci, l'ancien immeuble de commerce situé au no 23 possède au rez-de-chaussée des encadrements de pierre calcaire sculptés aux motifs végétaux propres au style Art nouveau. Les ferronneries de la porte d'entrée et de la baie d'imposte relèvent aussi de ce style. L'immeuble a été réalisé d'après les plans de l'architecte Joseph Bottin, très actif dans ce quartier.

## Voiries adjacentes
- Boulevard de la Constitution
- Rue des Bonnes-Villes
- Place du Congrès